# Oribatula dentata
Oribatula dentata är en kvalsterart som först beskrevs av Balogh 1958.  Oribatula dentata ingår i släktet Oribatula och familjen Oribatulidae. Inga underarter finns listade i Catalogue of Life.